# Jean Spinette
Jean Spinette (°1970) is een Belgische politicus van de Parti Socialiste (PS). Sinds september 2022 is hij burgemeester van de Brusselse gemeente Sint-Gillis. Daarvoor bekleedde hij verschillende functies binnen het gemeentebestuur, het Brussels parlement en de sociale en culturele sector.

## Opleiding
Spinette studeerde aan de Université libre de Bruxelles (ULB), waar hij eerst rechten volgde (1990–1992) en nadien een licentie in de politieke wetenschappen behaalde (1994–1997), telkens met onderscheiding. Tijdens zijn studies was hij actief in het studentenleven en voorzitter van het Cercle du Libre Examen (1996–1997).

## Politieke loopbaan
Zijn politieke loopbaan begon in 1997 als kabinetsmedewerker van Charles Picqué, toenmalig minister van Cultuur van de Franse Gemeenschap. Nadien werd hij verbonden aan het kabinet van de burgemeester van Sint-Gillis (1999–2006), waar hij instond voor de opvolging van stadsvernieuwingsprojecten, Europese programma’s en wijkcontracten.
Tussen 2001 en 2006 was hij ook cultureel raadgever van de gemeente Sint-Gillis, verantwoordelijk voor de culturele infrastructuur zoals de Maison Pelgrims en de Maison du Peuple.
In 2007 werd hij voorzitter van het OCMW van Sint-Gillis, een functie die hij elf jaar lang bekleedde. In die periode vertegenwoordigde hij de gemeente ook in de raad van bestuur van Iris Ziekenhuizen Zuid, een publiek ziekenhuisnetwerk in Brussel. Sinds 2019 is hij voorzitter van de raad van bestuur van diezelfde ziekenhuisgroep.
Van 2014 tot 2022 was Spinette ook parlementair medewerker in het Brussels Parlement voor de PS-fractie, gespecialiseerd in sociale en gezondheidsvraagstukken.

### Burgemeesterschap
In december 2021 werd Jean Spinette verkozen tot burgemeester van Sint-Gillis als opvolger van Charles Picqué. Hij legde de eed af op 14 september 2022. Als burgemeester legt hij de nadruk op sociale rechtvaardigheid, publieke dienstverlening, stedelijke ontwikkeling en duurzaamheid.
Tussen 2018 en 2022 was hij al actief als schepen bevoegd voor Onderwijs, Sociale promotie, Financiën, Preventie, Juridische zaken, Erediensten en toezicht op het OCMW.

### Cultureel engagement
Spinette was actief binnen de vzw Rencontres saint-gilloises, die het Parcours d’artistes organiseert, en is voorzitter van de Brusselse afdeling van Présence et Action Culturelles (PAC), een progressieve cultuurbeweging verbonden aan de PS.

## Incident
Op 8 juni 2024 werd Spinette fysiek aangevallen tijdens een verkiezingsactiviteit. Hij raakte daarbij niet gewond. De dader werd opgepakt.